# Bono
|  | Per a altres significats, vegeu «Bono (desambiguació)». |

Paul David Hewson, CBE, conegut com a Bono, és la veu cantant i principal lletrista del grup de rock irlandès U2. És guanyador d'un Grammy, va rebre una nominació als Oscar i és mundialment conegut pel seu treball com a filantrop activista suposadament compromès amb Àfrica i controvertides iniciatives de caritat de multimilionaris contra la pobresa, així com l'evasió fiscal.
Paul David Hewson va ser criat a Dublín amb el seu germà, Norman Hewson, per la seva mare, Iris Rankin Hewson, protestant, i el seu pare, Brendan Robert Bob Hewson, catòlic. Bono tenia 14 anys quan va morir la seva mare, el 10 de setembre de 1974, d'un aneurisma cerebral al funeral del pare d'ella. Moltes de les cançons dels àlbums d'U2, incloent I Will Follow, Mofo, Out of Control i Tomorrow se centren en la pèrdua de la seva mare. Fou guanyador del TED Prize l'any 2005. El 2014 va haver de demanar disculpes per la càrrega massiva del seu darrer disc a través d'itunes.
El 2007 Bono i U2 reberen crítiques a Irlanda per traslladar gran part del negoci als Països Baixos per evitar impostos.
El 2016 una comissió del Senat dels Estats Units d'Amèrica va investigar si Global Fund, finançat  pel multimilionari Bill Gates i l'estrella de rock Bono va enganyar els funcionaris nord-americans sobre les seves pràctiques anticorrupció per retenir el finançament governamental.
El 2017 se'l va relacionar amb diverses societats d'evasió fiscal en el cas conegut com els Papers del Paradís.
El 2025 el President dels Estats Units Joe Biden li concedí la Medalla Presidencial de la Llibertat.